# Ippolito Fiorini
Ippolito Fiorini (c. 1549-1621) fue un compositor y laudista, y el maestro de capilla en la corte de Alfonso II de Este en Ferrara durante toda su existencia (1568-1597). 

## Biografía
Como maestro de capilla, su papel fue en gran parte administrativo, sin embargo, además de estar involucrado con la música de la capilla, también estuvo involucrado con el concerto delle donne. También tocaba el archilaúd. Escribió música para los balletti de las duquesas con textos de Giovanni Battista Guarini, aunque no se conserva ninguno, y probablemente también escribió para el concerto delle donne. Estuvo a cargo de la Accademia della Morte en Ferrara desde 1594 hasta 1597.